# Dontaye Draper
Dontaye Dominic Draper (ur. 10 sierpnia 1984 roku w Baltimore) – amerykański koszykarz, posiadający także chorwackie obywatelstwo. Występuje na pozycji rozgrywającego.
Podczas rozgrywek letniej ligi NBA w Las Vegas reprezentował barwy Denver Nuggets (2007, 2009, 2010) oraz Washington Wizards (2008).

## Osiągnięcia
Stan na 9 sierpnia 2017, na podstawie, o ile nie zaznaczono inaczej.
NCAA
- Zaliczony do I składu:
  - konferencji Southern (2006, 2007)
  - turnieju konferencji Southern (2007)

Drużynowe
- Mistrz Hiszpanii (2013)
- Wicemistrz:
  - Euroligi (2013, 2014)
  - Ligi Adriatyckiej (2012)
  - Australii (2008)
  - Chorwacji (2011, 2012)
  - Hiszpanii (2014, 2017)
  - Turcji (2015)
  - II ligi włoskiej (2010)
- Brąz:
  - Euroligi (2016)
  - Eurocup (2011)
  - Superpucharu Hiszpanii (2016)
- Zdobywca:
  - pucharu:
    - Hiszpanii (2014, 2017)
    - Turcji (2015)
    - Chorwacji (2012)
    - II ligi włoskiej (2010)

  - Superpucharu:
    - Chorwacji (2012)
    - Hiszpanii (2012, 2013)
- 4. miejsce w Eurolidze (2017)

Indywidualne
- MVP:
  - Eurocup (2011)
  - 6. tygodnia Eurocup (2010/11)
- Najlepszy rezerwowy NBL (2008)
- Zaliczony do:
  - I składu Eurocup (2011)
  - III składu NBL (2008)
- Lider ligi adriatyckiej w przechwytach (2011)
- Uczestnik meczu gwiazd ligi chorwackiej (2012)

Reprezentacja
- Brązowy medalista turnieju London Invitational (2011)
- Uczestnik mistrzostw Europy (2011 – 13. miejsce, 2013 – 4. miejsce, 2015 – 9. miejsce)